# یواس‌اس نامکوا (وای‌تی-۳۳۱)
یواس‌اس نامکوا (وای‌تی-۳۳۱) (به انگلیسی: USS Namequa (YT-331)) یک کشتی است که طول آن ۱۰۰ فوت (۳۰ متر) می‌باشد. این کشتی در سال ۱۹۴۲ ساخته شد.